# Rejon zdwiński
Rejon zdwiński (ros. Здвинский район) – rejon będący jednostką podziału administracyjnego rosyjskiego obwodu nowosybirskiego.

## Historia
Napływ ludności na te tereny z zachodnich części Imperium Rosyjskiego zaczyna się w połowie XVIII wieku. Osadnicy prowadzili akcje wycinki tajgi, a także zmagali się z autochtonicznymi ludami syberyjskimi jakie napotykali w tym rejonie. Pierwsze zorganizowane wsie pojawiają się około 1770 roku. Ziemia pod uprawę nie była najgorszej jakości, a lasy bogate były w zwierzynę, rozwijało się też rybołówstwo. W czasach rosyjskiej wojny domowej ziemie te zostają zajęte przez wojska admirała Aleksandra Kołczaka, a następnie około 1920 roku wchodzą w skład państwa bolszewickiego. 25 maja 1925 roku władze sowieckie powołują na tym obszarze rejon niżnie-kargacki, który według statystyk w 1926 roku zamieszkiwany był przez 36 754 osób, głównie Rosjan i Ukraińców.
W wyniku kolejnych przekształceń administracyjnych w 1931 roku zajmował on powierzchnię 6740 kilometrów kwadratowych i liczył 51 200 mieszkańców. 7 czerwca 1933 roku miasto Niżny Kargat zostaje przemianowane na Zdwińsk, a nazwa rejonu zmieniona na rejon zdwiński. Została ona nadana na cześć lokalnego działacza partii bolszewickiej, zesłańca w czasach carskich i organizatora życia społecznego i gospodarczego w regionie. Od 1937 roku znajduje się on w granicach obwodu nowosybirskiego. W czasach stalinowskich obszar ten przechodzi przez politykę forsownej kolektywizacji. Tworzone są drobne zakłady: przetwórstwa rybnego, produkcji butów i szwalnie. W 1941 roku po agresji III Rzeszy na Związek Radziecki ponad 9100 mieszkańców rejonu wyruszyło na front, z tego co trzeci nie powrócił. Po zakończeniu wojny władze sowieckie nadal rozwijały rolnictwo oraz prowadziły akcję budowy szkół. W 1963 roku rejon jednostka ta została zlikwidowana i włączona w skład rejonu barabińskiego. Jednak już w 1965 roku rejon zdwiński powraca na administracyjną mapę obwodu nowosybirskiego.

## Charakterystyka
Rejon zdwiński położony jest w południowo-zachodniej części obwodu nowosybirskiego, a odległość do obwodowej stolicy Nowosybirska wynosi około 400 kilometrów. Najbliższa stacja kolejowa znajduje się w Barabińsku i aby do niej dotrzeć należy pokonać odległość 92 kilometrów. Od północy na południe długość rejonu liczy 80 kilometrów, a z zachodu na wschód liczba ta wynosi 105 kilometrów. Ziemie te bogate są w rzeki i liczne jeziora, przeciętne temperatury letnie wahają się latem od 18 do 34 stopni Celsjusza, a zimą spadają średnio do około -20 C. 12,7% terenu rejonu zajmowane jest przez bagna i mokradła, a wody gruntowe znajdują się na wyjątkowo niskiej głębokości, co prowadzi często do drobnych podtopień. Prawie 30% obszaru rejonu zajmują lasy, reszta to przede wszystkim tereny rolnicze. Znajdują się tu także zasoby gliny oraz żwiru. Większość ludności zatrudniona jest w rolnictwie, które stanowi główną sferę działalności mieszkańców tych ziem. Skupieni są oni w kilkanaście różnych spółek i spółdzielni. W 2010 roku rejon zdwiński wyprodukował 56,4 tysiąca ton różnych zbóż. W tym samym roku wytworzono także 26 983 ton mleka oraz 4879 ton mięsa, a w rejonie hoduje się prawie 14 tysięcy sztuk bydła. Zlokalizowanych jest tu także 813 małych i średnich przedsiębiorstw, które zajmują się przetwórstwem towarów okołorolniczych. Rosną inwestycje w budownictwo. Drogi w rejonie mają łączną długość 469,1 kilometrów, z czego 322,3 kilometry dróg są utwardzone. W skład rejonu zdwińskiego wchodzi 14 osad wiejskich.
W rejonie znajduje się kilkanaście szkół podstawowych, 33 szkoły średnie oraz kilkanaście oddziałów przedszkolnych. Rosną inwestycje w budownictwo. W ostatnich latach władze rejonowe inwestują w rozwój sieci opieki przedszkolnej. Na terenie rejonu działa szpital centralny oraz 4 mniejsze, zatrudniające prawie 400 osób. W 2010 roku rejon zainwestował w opiekę medyczną ponad 7 milionów rubli, co pozwoliło m.in. na sfinansowanie zakupu 3 nowych karetek pogotowia, a także aparatów rentgenowskich, mammograficznych oraz innego sprzętu medycznego. Na terenie rejonu działa 35 instytucji kulturalnych, a także 21 różnych bibliotek, dom kultury, chóry, regionalne grupy teatralne oraz muzeum wojskowe. Znajdują się tu także rezerwaty archeologiczne. Nieustannie spada liczba mieszkańców regionu, w latach 1985–2009 spadła ona o 14,7%, co wiązało się z ubytkiem 3108 ludzi. W latach 2005–2009 zmniejszyła się ona o 212 osób, co w przeliczeniu daje 1,9%. Jest to spowodowane głównie emigracją ludności do wielkich miast za pracą oraz niskim przyrostem naturalnym. W 2010 roku przeciętna miesięczna pensja w rejonie zdwińskim wyniosła 8,472 rubli.